# Eva Deissen
Eva Deissen (1947 - 28 de dezembro de 2010) foi um jornalista e colunista austríaca.

## Trabalhos
- Eva Deissen: Neue Kronen Zeitung Kochbuch; Ueberreuter (1991); ISBN 3-800-03417-4
- Hans Weiss e Eva Deissen: Hermann Leopoldi. Schön is so a Ringelspiel; Orac Verlag (1996); ISBN 3-701-51001-6
- Eva Deissen: 50 Jahre Ringturm; echomedia (2005); ISBN 3-901-76150-0
- Dietmar Posteiner e Eva Deissen: Mörbisch: Ein Festival schreibt Operettengeschichte; echomedia (2007); ISBN 3-901-76162-4

## Prêmios
- 1980: Dr.-Karl-Renner-Publizistikpreis